# Kit McClure
Kathleen „Kit“ McClure (* 18. März 1951 in Jersey City) ist eine amerikanische  Jazzmusikerin (Altsaxophon, gelegentlich auch Tenorsaxophon, Flöte, Bassklarinette), die vor allem als Leiterin ihrer Bigband bekannt geworden ist.

## Leben und Wirken
McClure wuchs in Little Falls (New Jersey) auf und hatte ab dem siebten Lebensjahr Klavierunterricht. Sie begann mit 16 Jahren in örtlichen Bands Posaune zu spielen. 1969 gehörte sie zum ersten Jahrgang von Frauen, die sich auf der Yale University für einen Bachelor-Studiengang einschrieben. Dort gründete sie 1972 die New Haven Women’s Liberation Rock Band, trat daneben aber auch als Solistin auf. Nach dem Ende ihres Studiums in Yale studierte sie als Saxophonistin 1975 weiter an der Manhattan School of Music, aber war zu beschäftigt, um einen Abschluss anzustreben. Sie initiierte das Projekt Women in Jazz, um gegen die Diskriminierung von Frauen auf der Jazzszene vorzugehen. 1982 gründete sie ihre eigene 16-köpfige Bigband, mit der sie Robert Palmer begleitete und mehrfach in Japan auf Tournee ging. Das Repertoire der Band, in der nur Frauen spielen, geht von Frank Sinatra und Duke Ellington über Bebop und Aretha Franklin und James Brown bis hin zu Beyoncé und eigenen Stücken. Nach dem Debütalbum Some Like It Hot (1990) produzierte Teo Macero 1996 das zweite Album Burning, das sie auch in Europa vorstellte.
2004 startete sie ein Projekt, mit dem sie das Interesse an den International Sweethearts of Rhythm wiederbelebte und zwei Alben mit der Musik dieser Frauen-Bigband aus der Swing-Ära einspielte. Daneben trat sie als Solistin im Orchester von Barry White auf und tourte mit Sam & Dave, mit denen sie auch aufnahm (Day of R&B).